# Earl of Buckingham
Earl of Buckingham war ein erblicher britischer Adelstitel, benannt nach der Stadt Buckingham, Buckinghamshire, der mehrfach in der Peerage of England verliehen wurde.

## Verleihungen
Die erste Verleihung erfolgte 1097 an den normannischen Adligen Walter Giffard, Herr von Longueville, erlosch aber wieder mit dem Tod des zweiten Earls.
Aus dem Jahr 1164 stammt wohl die zweite Verleihung, nunmehr an Richard de Clare, 2. Earl of Pembroke („Strongbow“), der bereits 1148 das Earldom Pembroke geerbt hatte. 1176 starb er ohne Nachkommen.
Am 16. Juli 1377 wurde Thomas of Woodstock, 1. Earl of Essex, der jüngste Sohn des Königs Eduard III. zum Earl of Buckingham ernannt. Er war bereits seit 1376 Earl of Essex und wurde am 6. August 1385 auch zum Duke of Gloucester erhoben. Er wurde 1397 wegen Hochverrates verhaftet und in Haft ermordet. Alle seine Titel wurden ihm aberkannt, mit Ausnahme des Titels Earl of Buckingham den sein Sohn Humphrey Plantagenet erbte. Als dieser zwei Jahre später ebenfalls ohne Nachkommen starb, erlosch auch die Earlswürde.
In vierter Verleihung wurde der Titel am 5. Januar 1617 für George Villiers, 1. Viscount Villiers, neu geschaffen. Bereits am 27. August 1616 war er zum Viscount Villiers und Baron Whaddon, of Whaddon in the County of Bucks, erhoben worden. Am 1. Januar 1618 wurde er weiter zum Marquess of Buckingham und am 18. Mai 1623 zum Duke of Buckingham und Earl of Coventry erhoben. Mit dem Tod seines jüngeren Sohnes, des 2. Dukes, 1687 erloschen seine Titel.
Parallel zur vierten Verleihung erfolgte am 1. Juli 1618 eine fünfte Verleihung zugunsten der verwitweten Mutter des 1. Earls vierter Verleihung, nämlich Mary Villiers, diesmal jedoch lediglich auf Lebenszeit (Life Peerage) und ohne Möglichkeit, den Titel zu vererben.

## Liste der Earls of Buckingham

### Earls of Buckingham (1097), erste Verleihung
- Walter Giffard, 1. Earl of Buckingham († 1102)
- Walter Giffard, 2. Earl of Buckingham († 1164)

### Earls of Buckingham (1164), zweite Verleihung
- Richard de Clare, 2. Earl of Pembroke, 1. Earl of Buckingham († 1176)

### Earls of Buckingham (1377), dritte Verleihung
- Thomas of Woodstock, 1. Duke of Gloucester, 1. Earl of Buckingham († 1397)
- Humphrey Plantagenet, 2. Earl of Buckingham († 1399)

### Earls of Buckingham (1617), vierte Verleihung
- George Villiers, 1. Duke of Buckingham, 1. Earl of Buckingham (1592–1628)
- George Villiers, 2. Duke of Buckingham, 2. Earl of Buckingham (1628–1687)

### Earls of Buckingham (1618, Life Peerage), fünfte Verleihung
- Mary Villiers, Countess of Buckingham (1570–1632)

## Hochstapler (1983)
1983 nahm Charles Stopford, ein ehemaliger US-Soldat, den falschen Namen Christopher Edward Buckingham an und nannte sich Lord Buckingham. In den Medien wurde fälschlich berichtet, er habe sich den Titel eines Earl of Buckingham angemaßt. Der Betrug wurde 2005 entdeckt und Stopford wegen „unwahrer Angaben zwecks Erlangung britischer Ausweispapiere“ verurteilt.